# Walter Queck

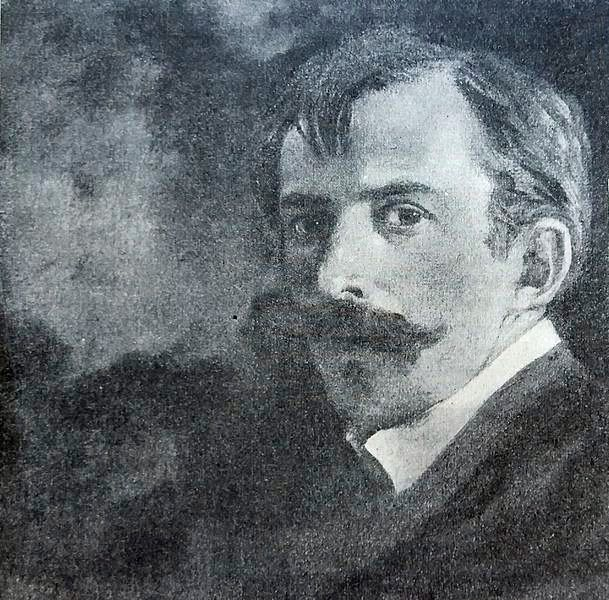
Walter Queck: Selbstbildnis

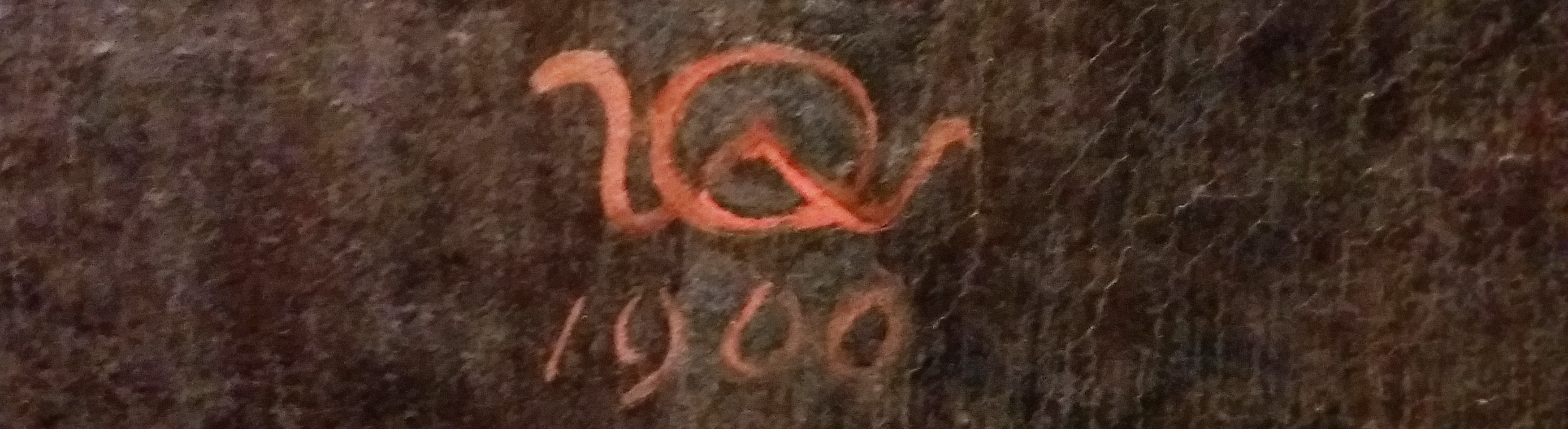
Seine Signatur

Walter Queck (* 15. Dezember 1871 in Annaberg; † 7. März 1906 in Meran) war ein deutscher Maler.

## Leben

### Herkunft

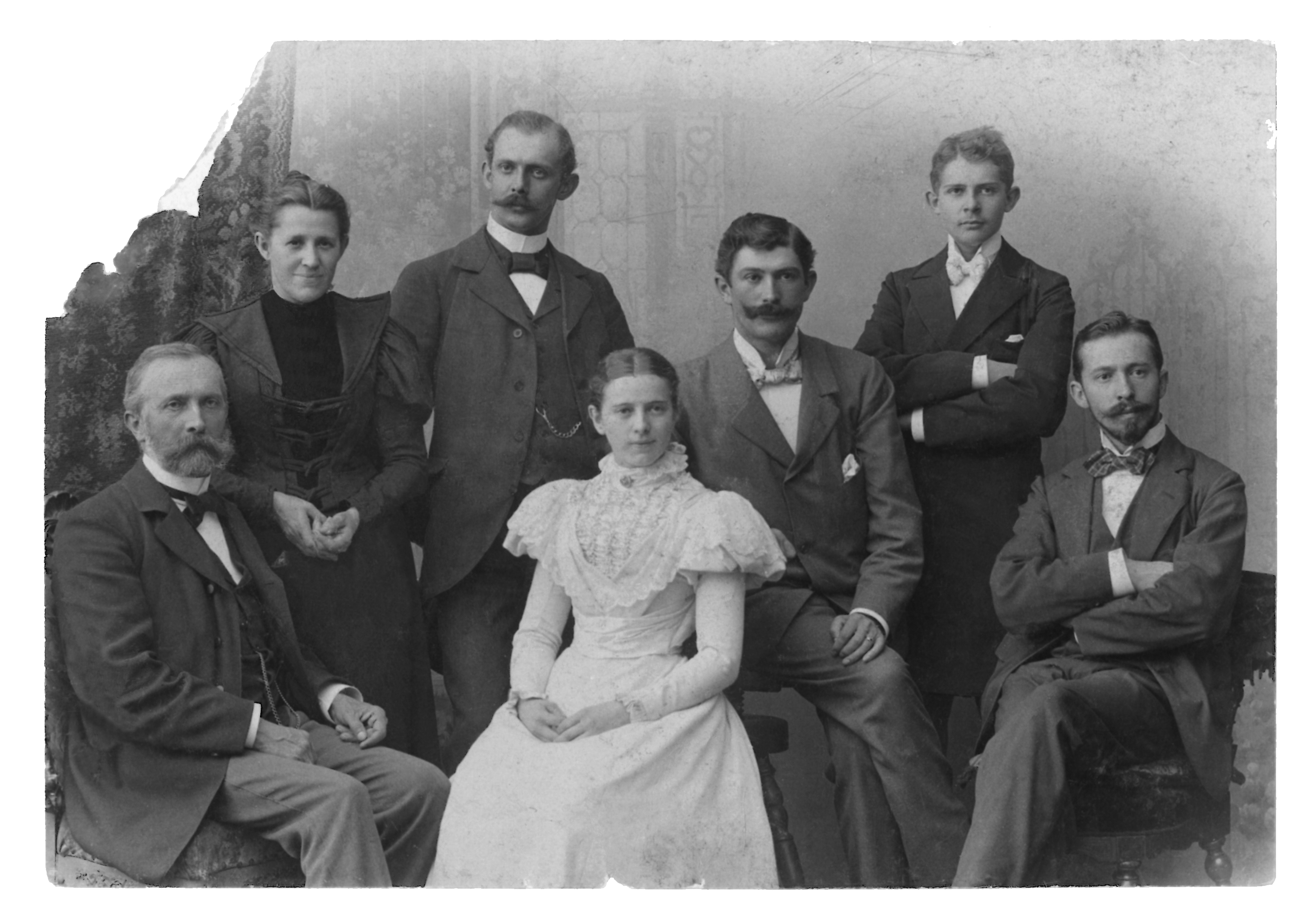
Walter Queck um 1900 in seiner Familie (Namen nach Anklicken)

Der Sohn einer wohlhabenden erzgebirgischen Familie wuchs seit 1878 im Leipziger Vorort Lindenau auf. Sein Vater, Hermann Queck (* 4. Juli 1839 in Eibenstock; † 28. Mai 1911 in Leipzig), war dort der  letzte Gemeindevorsteher vor der Eingemeindung nach Leipzig. Walter hatte vier Geschwister.

### Ausbildung
Walter Queck studierte an der Königlichen Kunstakademie in Leipzig Malerei. Von dort wechselte er an die Kunstakademie nach München, wo er Schüler von Karl Raupp (1837–1918) und Simon Hollósy (1857–1918) war.

### Kunstschaffen

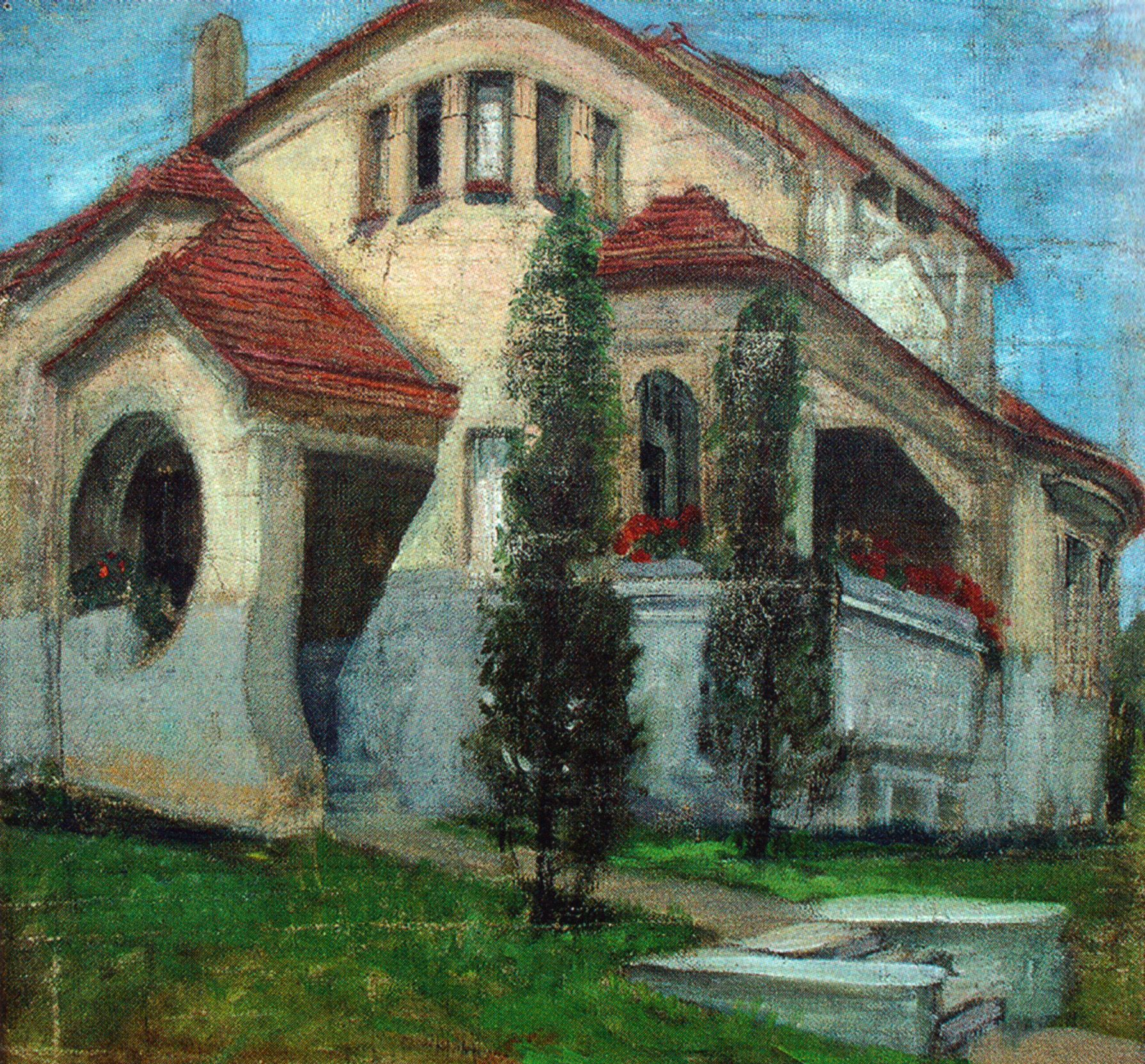
Sein Haus in Leipzig-Leutzsch, (Öl)

Nach Abschluss seiner Studien arbeitete Queck als Porträt- und Landschaftsmaler in München. Dabei stand er in engem Kontakt zu den Münchner Malerkreisen. Eine besonders enge künstlerische Freundschaft verband ihn mit Wilhelm Stumpf, Paul Horst-Schulze und Walther Caspari. Zahlreiche Studienreisen führten ihn nach Ungarn, Tirol, Norditalien und Dalmatien.
1897 kehrte Walter Queck von München nach Leipzig zurück. Hier entwickelte er sich in kurzer Zeit zu einem gefragten Porträtisten des Leipziger Bürgertums. Zur Unterstützung seiner Bildnisse machte er neben zeichnerischen Studien Fotos seiner Modelle. Er erteilte auch Malunterricht für Damen. Die Jahre 1902 bis 1904 bedeuten für den Künstler seine produktivste Phase. 1903 wurden einige Gemälde in Berlin ausgestellt. Das Ölgemälde Flutkanal am Ritterwerder und das Bild Leipziger Markt erschienen als Postkarten bei einem Leipziger Verlag sowie mit weiteren Bildern als Kunstdrucke im Leipziger Kalender, einem illustrierten Jahrbuch und Kalender (Jahrgänge 1904–1907).

### Familiengründung, Tod

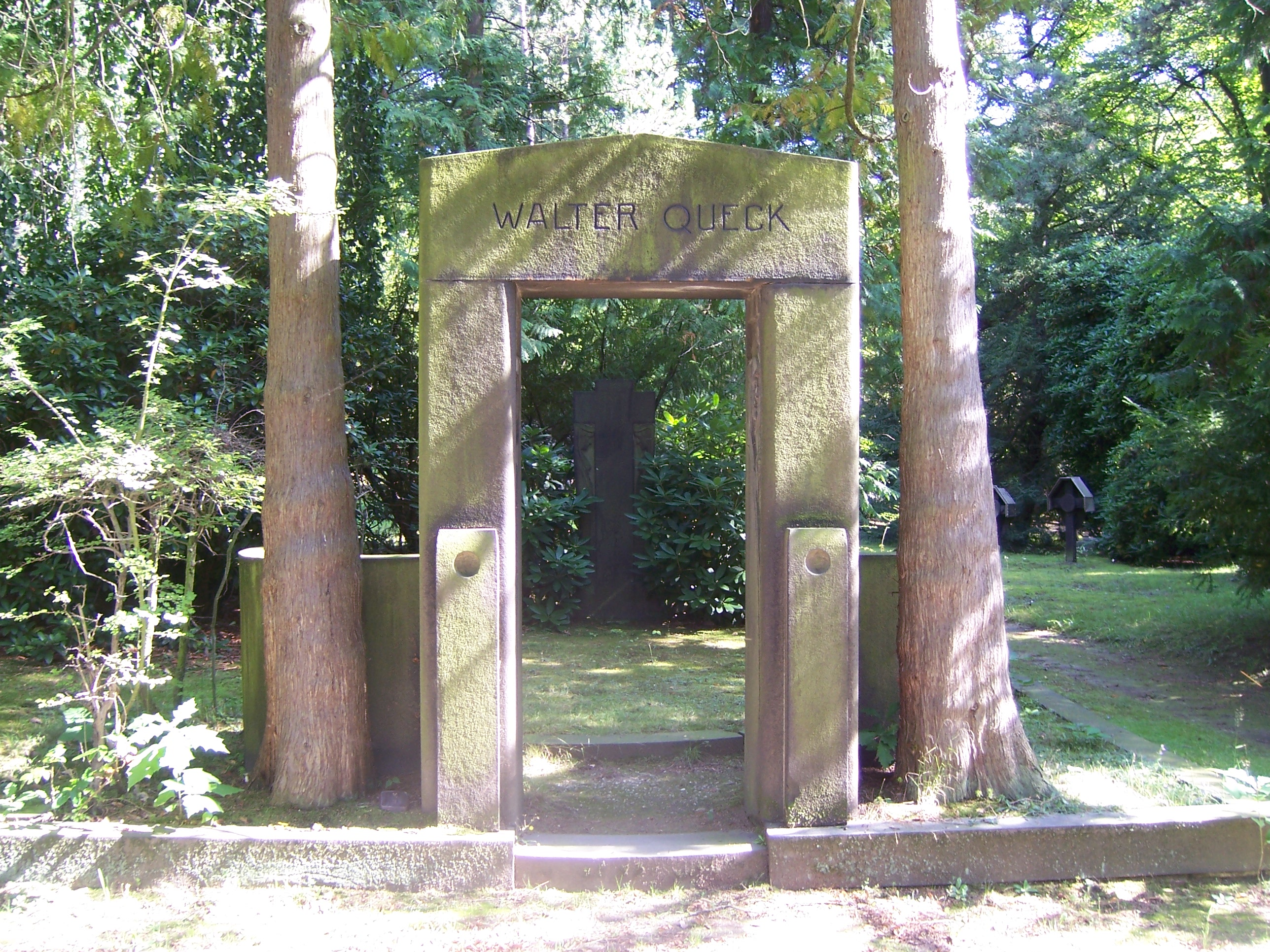
Sein Grabmal auf dem Leipziger Südfriedhof

Nachdem er zunächst sein Atelier im Leipziger Künstlerhaus hatte, ließ er sich 1901/1902 durch den Architekten Paul Möbius (1866–1907) ein Wohnhaus mit Atelier in Leipzig-Leutzsch, Laurentiusstraße 1, errichten. In der Beschreibung ist von einem „gemütlichen, für zwei Personen errichteten“ Haus die Rede. Kurz nach der Heirat Quecks mit Johanna geb. Landmann (* 1878) bezogen beide das Haus. Sie bekamen zwei Töchter, Jutta (1903–1996) und Ursula (1904–2002).
Bereits im Januar 1902 erkrankte Queck an Tuberkulose. Während eines Kuraufenthalts in Südtirol starb er im März 1906 im Alter von 34 Jahren in Meran. Nach Überführung seines Leichnams nach Leipzig wurde er am 13. März 1906 auf dem Friedhof Lindenau begraben. Acht Monate später entschloss sich die Witwe zum Erwerb eines repräsentativen Erbbegräbnisses auf dem Leipziger Südfriedhof. Am 19. November 1906 wurde der Sarg Quecks dorthin umgebettet. Johanna Queck beauftragte den Architekten Paul Möbius mit dem Entwurf eines Grabmals mit Reliefs des Bildhauers Felix Pfeifer (1871–1945), das ebenso wie das Haus in Leutzsch als Meisterwerk des Jugendstils in Leipzig gilt.

## Werke (Auswahl)
- Selbstbildnis
- Porträt Hermann und Ernestine Helene Queck (Eltern)
- Porträt Gebhard Fugel, 1894
- Porträt Arthur Nikisch, 1900
- Landschaft in Öl, um 1900
- Landschaft in Ungarn, Aquarell um 1900
- Flutkanal am Ritterwerder[4], um 1900
- Landhaus Queck in Leutzsch, Öl auf Karton, um 1903
- Porträt Hermann Kretzschmar, 1904
- Markt in Leipzig im Winter, 1904
- Porträt Ferdinand Goetz, 1905
- Porträt Dr. med. Stumpf[5], 1905
- Am Karl-Heine-Kanal, Zeichnung 1905

## Bildbeispiele

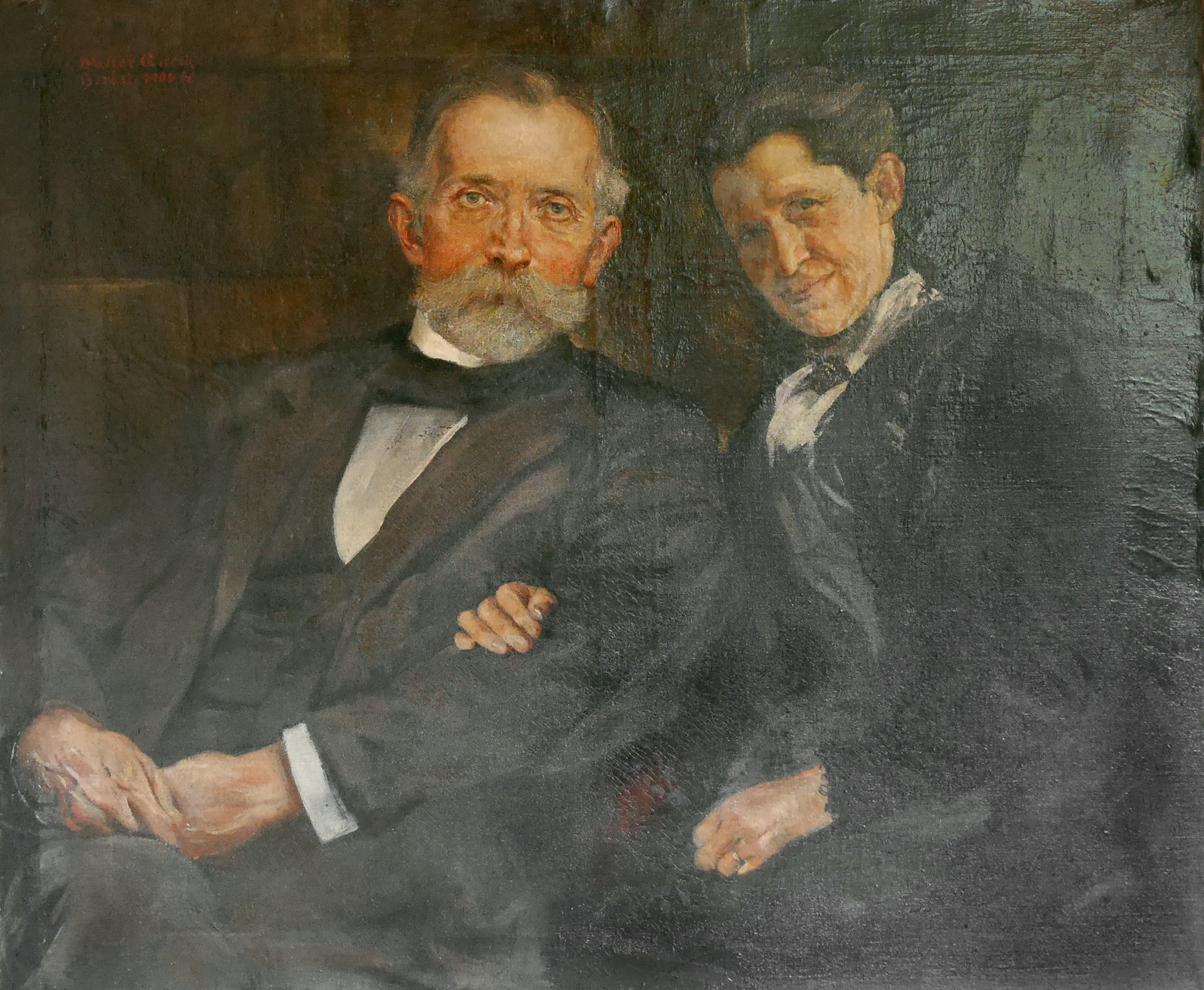
Porträt Quecks Eltern
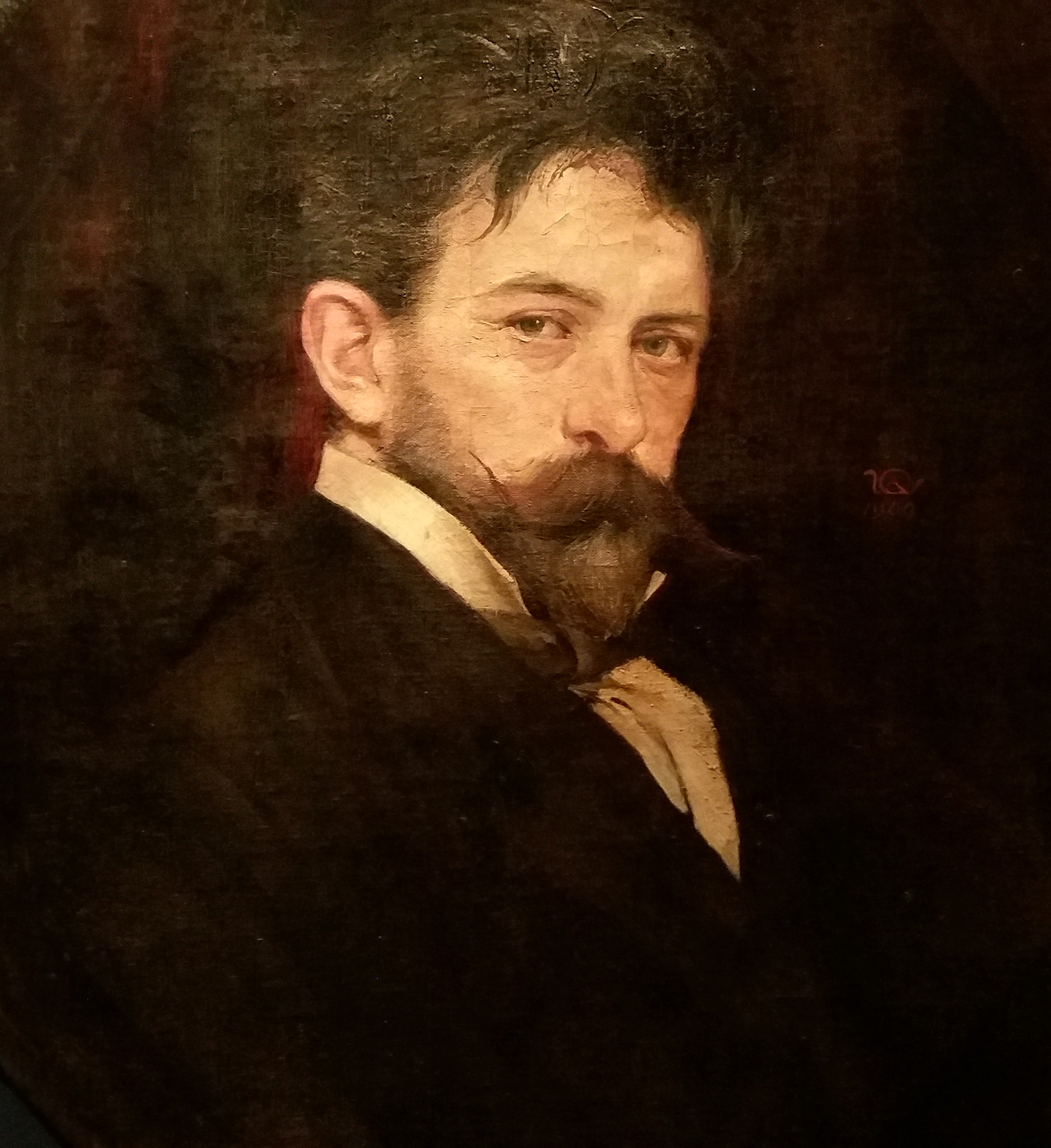
Porträt Arthur Nikisch
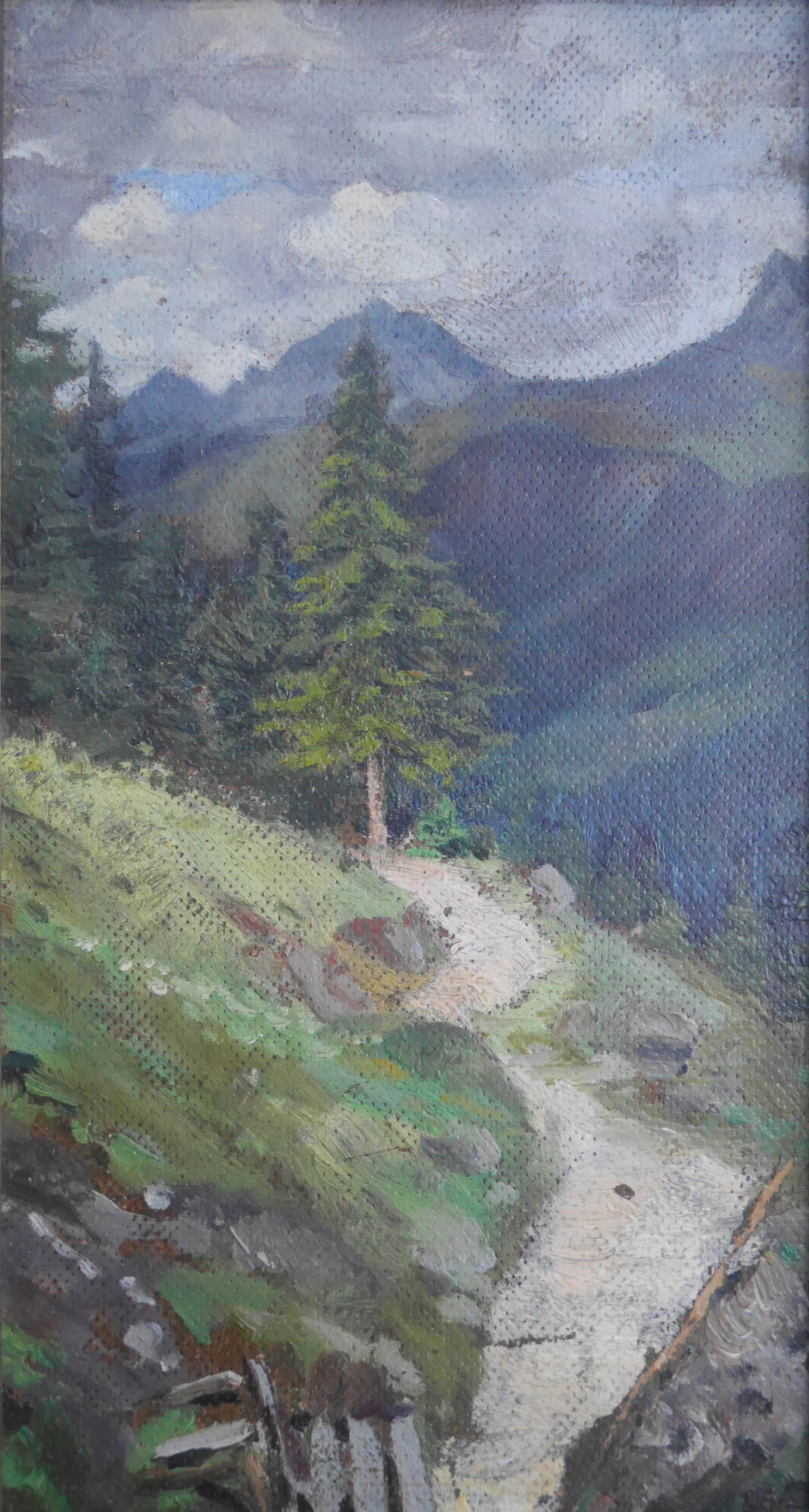
Landschaft Öl auf Lwd.
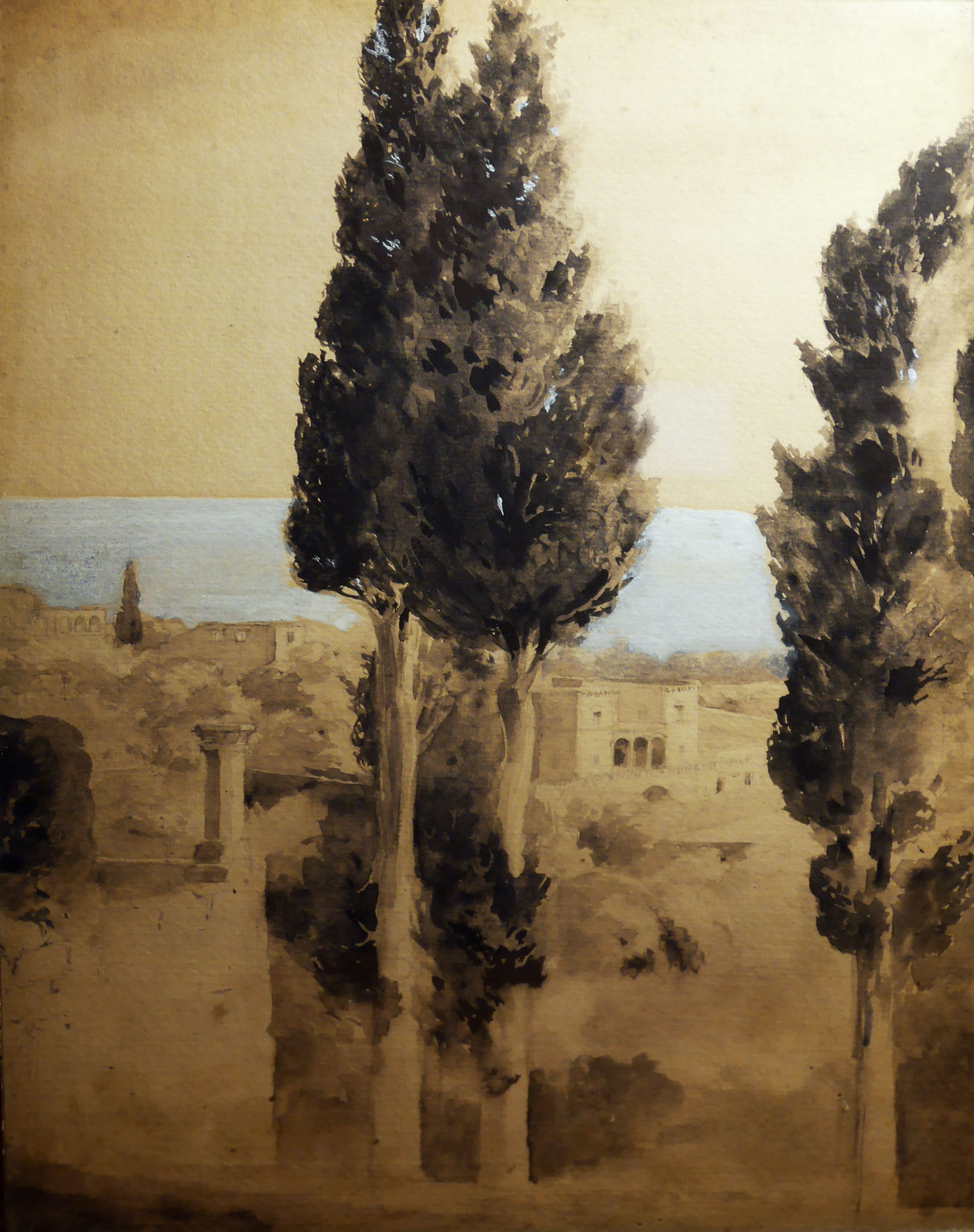
Landschaft in Ungarn, Aquarell
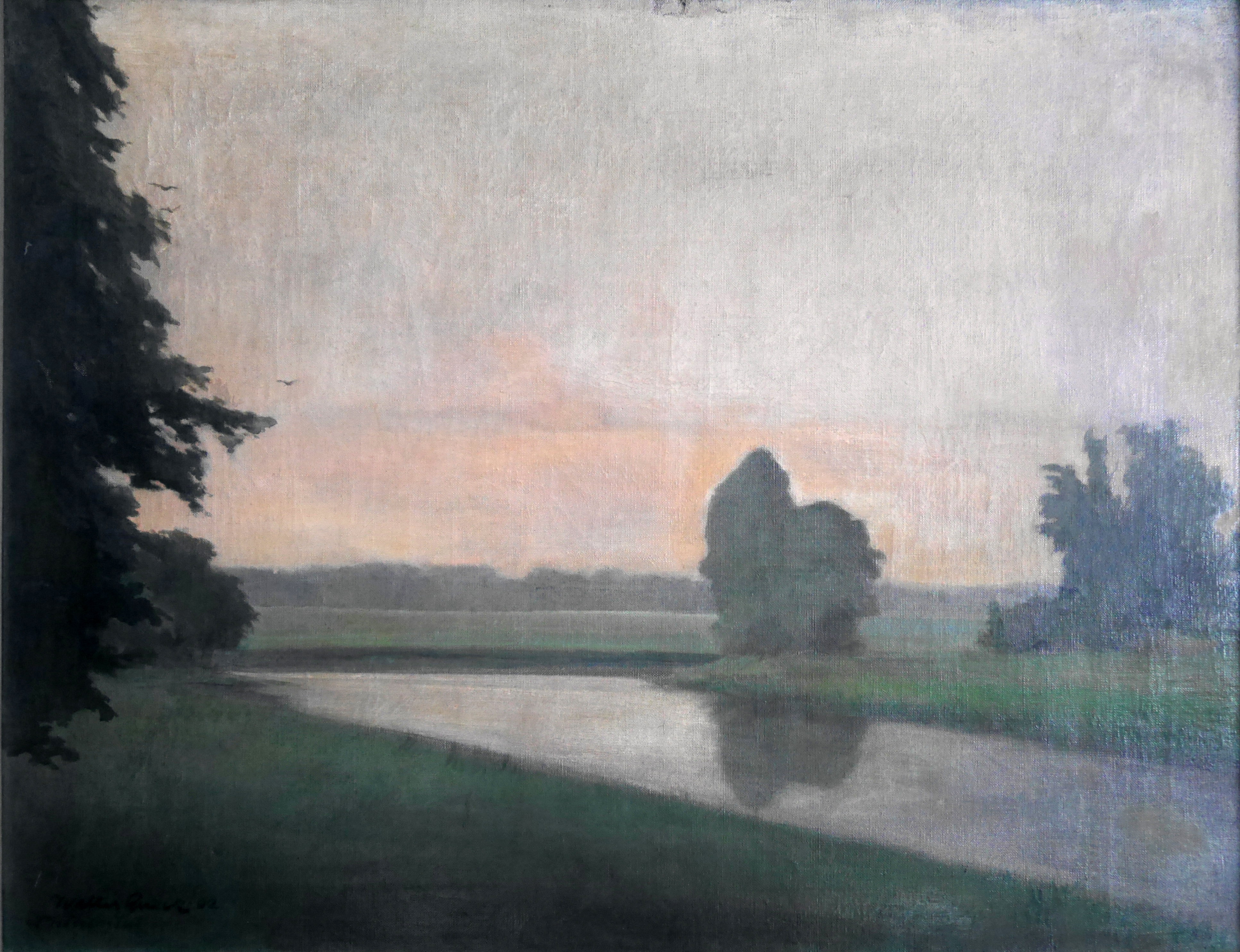
Flutkanal am Ritterwerder
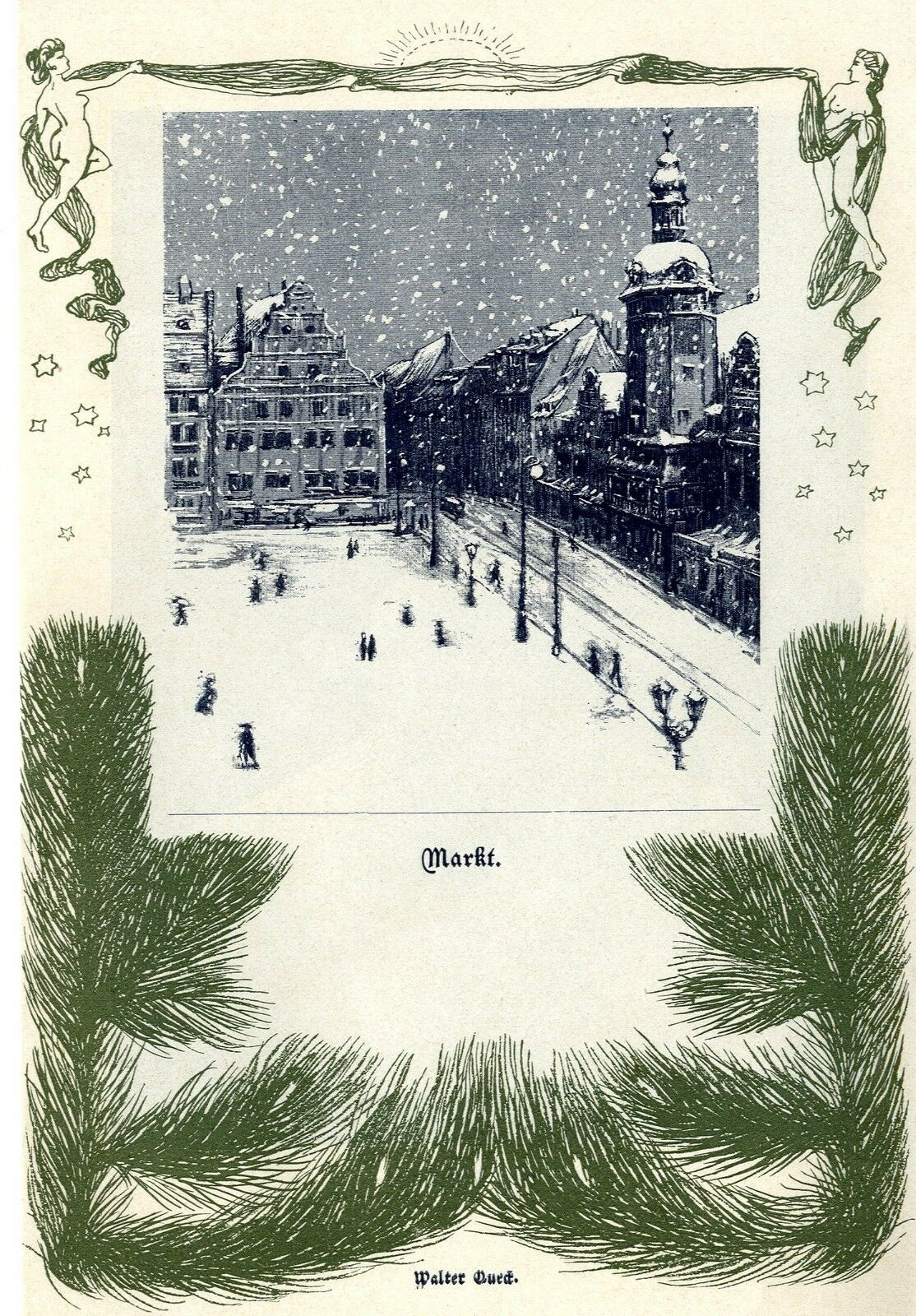
Leipziger Markt im Winter Kunstdruck